# Aptostichus chiricahua
Espèce
Aptostichus chiricahua est une espèce d'araignées mygalomorphes de la famille des Euctenizidae.

## Distribution
Cette espèce est endémique d'Arizona aux États-Unis,. Elle se rencontre les monts Chiricahua dans le comté de Cochise.

## Étymologie
Son nom d'espèce lui a été donné en référence au lieu de sa découverte, les monts Chiricahua.

## Publication originale
- Bond, 2012 : Phylogenetic treatment and taxonomic revision of the trapdoor spider genus Aptostichus Simon (Araneae, Mygalomorphae, Euctenizidae). ZooKeys, no 252, p. 1-209 (texte intégral).